# Prostata-Wasserdampftherapie
Die Prostata-Wasserdampftherapie (Rezum-Wasserdampftherapie) ist ein minimalinvasiver chirurgischer Eingriff für Männer mit Erkrankungen der unteren Harnwege aufgrund einer gutartigen Prostatavergrößerung (BPH). Sie verwendet Dampfinjektionen, um obstruktives Prostatagewebe von innen aus dem Organ zu entfernen, ohne den Prostata-Teil der Harnröhre zu verletzen.

## Geschichte
Das Rezum-System wurde von NxThera (Maple Grove, Minnesota, USA) eingeführt. Es wurde 2015 von der United States Food and Drug Administration (FDA) zugelassen und 2018 vom National Institute for Health and Care Excellence (NICE) in Großbritannien. Seit August 2018 war das System in fünf Krankenhäusern des National Health Service in England im Einsatz und sollte in weiteren 15 eingeführt werden.

## Verfahren
Es handelt sich um ein ambulantes oder praxisbasiertes Verfahren. Die Ausrüstung besteht aus einem Dampfgenerator und einem Applikationsgerät, welches durch die Harnröhre eingeführt wird. Letzteres ähnelt einem Zystoskop mit einem optischen System und einer um 90° ausfahrbaren, 10,25 mm langen Injektionsnadel (Durchmesser 1,3 mm). Aus dieser Nadel wird Wasserdampf über 12 Löcher ringsum an der Nadelspitze abgegeben. Je nach Größe der Prostata wird eine angemessene Anzahl von Injektionen an die beiden Seitenlappen und an den mittleren Lappen der Prostata verabreicht. Jede Injektion dauert 9 Sekunden, und der Abstand zwischen benachbarten Injektionen beträgt etwa 10 mm.
Bei der Kondensation des Dampfes auf den Zellmembranen tritt sofortiger Zelltod und Nekrose ein. Über einen Zeitraum von etwa drei Monaten werden die abgestorbenen Zellen vom Körper entfernt, wobei erste Erleichterungen oft bereits nach 3 Wochen bemerkbar sind. Durch das Verfahren schrumpft das Gewebe beidseitig der Harnröhre, wodurch deren Einengung beseitigt und die Symptome der BPH gelindert werden.

## Vorteile
Die Wirkungen der Behandlung wurden in einer randomisierten kontrollierten Studie (RCT) mit einer Nachbeobachtungszeit von drei Monaten und mehreren Beobachtungsstudien mit Nachbeobachtungszeiten von bis zu vier Jahren untersucht. 
Die RCT von 2016, die die Prostatadampfbehandlung mit einem Scheinverfahren (Placebo) verglich, fand drei Monate nach der Operation mit mäßiger Sicherheit heraus, dass dieses Verfahren die Lebensqualität von Männern mit moderaten Harnsymptomen verbessern kann.
Beobachtungsstudien zeigten positive Ergebnisse bis zu vier Jahren Nachbeobachtungszeit. Die Prostata-Wasserdampftherapie wurde bei größeren Prostatavolumen (>80 mL) und bei Patienten mit in die Blase ragenden Mittellappen untersucht und scheint wirksam zu sein. Es wurde in einigen Studien gezeigt, dass das Verfahren die sexuelle Funktion nicht beeinträchtigt.